# Laminacauda salsa
Laminacauda salsa är en spindelart som beskrevs av Alfred Frank Millidge 1991. Laminacauda salsa ingår i släktet Laminacauda och familjen täckvävarspindlar. Inga underarter finns listade i Catalogue of Life.